# Brittney Reese
Brittney Reese (Gulfport, 9 de setembro de 1986) é uma saltadora norte-americana, campeã olímpica e tetracampeã mundial do salto em distância.
Tricampeã mundial indoor, conquistou a medalha de ouro nos campeonatos mundiais de pista coberta de Doha 2010, Istambul 2012 e Portland 2016. Competindo no Campeonato Mundial de Atletismo, foi tricampeã mundial em Berlim 2009, Daegu 2011 e Moscou 2013.
Sua primeira participação olímpica foi em Pequim 2008, onde conseguiu a melhor marca classificatória – 6,87 m – mas ficou apenas em quinto lugar na final, no evento vencido pela brasileira Maurren Maggi. Em maio do ano seguinte, durante o Grande Prêmio Brasil Caixa/Governo do Pará de Atletismo, em Belém, ela ultrapassou pela primeira vez a marca dos sete metros - 7, 06 m - tornando-se a terceira melhor saltadora norte-americana depois de Jackie Joyner-Kersee e Marion Jones.
Em Londres 2012, depois de conseguir a melhor marca do ano – 7,23 m – e recorde norte-americano em pista coberta, em Doha, no início do ano, conquistou a medalha de ouro com um salto de 7,12 m, a primeira vez desde os Jogos de Atlanta 1996 em que a campeã olímpica da modalidade fez um salto superior a 7,10 m.
Reese tem fama no meio do atletismo de ser uma saltadora de "tudo ou nada", arriscando sempre no limite seus saltos, com muitas penalidades cometidas em busca de uma maior marca. Em Daegu 2011, por exemplo, onde tornou-se bicampeã mundial, ela conquistou a medalha de ouro com apenas um salto válido, queimando todos os outros. Em Moscou 2013, com um salto de 7,01 m, tornou-se tricampeã mundial do salto em distância feminino.
No Mundial de Pequim 2015, em busca do quarto título mundial, vindo de uma série de contusões não conseguiu passar das eliminatórias com um salto de apenas 6,39 m. Em preparativos para seus terceiros Jogos Olímpicos, Rio 2016, venceu as seletivas americanas com sua melhor marca e melhor marca do mundo no ano, 7,31 m, chegando ao Rio de Janeiro como favorita ao bicampeonato olímpico.
A prova no Rio se resumiu a um duelo até o último salto entre ela, a sérvia Ivana Spanovic e a também norte-americana Tianna Bartoletta, campeã mundial em Pequim. A sérvia liderou os primeiros saltos da competição, igualada por Bartoletta em seu terceiro salto com 6,95. No quinto salto, Reese, que não vinha bem até ali, conseguiu uma marca de 7,09 m, a primeira acima de sete metros na competição, assumindo a liderança; Bartoletta, com 6,95 m como Spanovic, um marca aquém de uma final olímpica, em sua quinta tentativa saltou 7,17 m, o melhor de sua vida, para retomar a liderança, enquanto Spanovic quebrava o recorde nacional sérvio com 7,08 m, sua melhor marca na competição. Na sexta e última série de saltos, Reese pode apenas saltar 7,15 m, dois centímetros a menos que o salto anterior de Bartoletta, ficando com a medalha de prata.
Em Londres 2017, conquistou seu quarto título de campeã mundial com um salto de 7,02 m. Em 2018, mais uma medalha de prata, no Campeonato Mundial de Atletismo Indoor em Birmingham, Inglaterra.
Em Tóquio 2020 conquistou uma segunda medalha de prata olímpica, com um salto de 6,97 m.

## Melhores marcas pessoais
| Evento                    | Marca  | Local             | Data                |
| ------------------------- | ------ | ----------------- | ------------------- |
| Salto em distância        | 7,31 m | Eugene, EUA       | 2 de julho de 2016  |
| Salto em distância indoor | 7,23 m | Istambul, Turquia | 11 de março de 2012 |